# Synchlora gerularia
Synchlora gerularia là một loài bướm đêm trong họ Geometridae.

## Hình ảnh

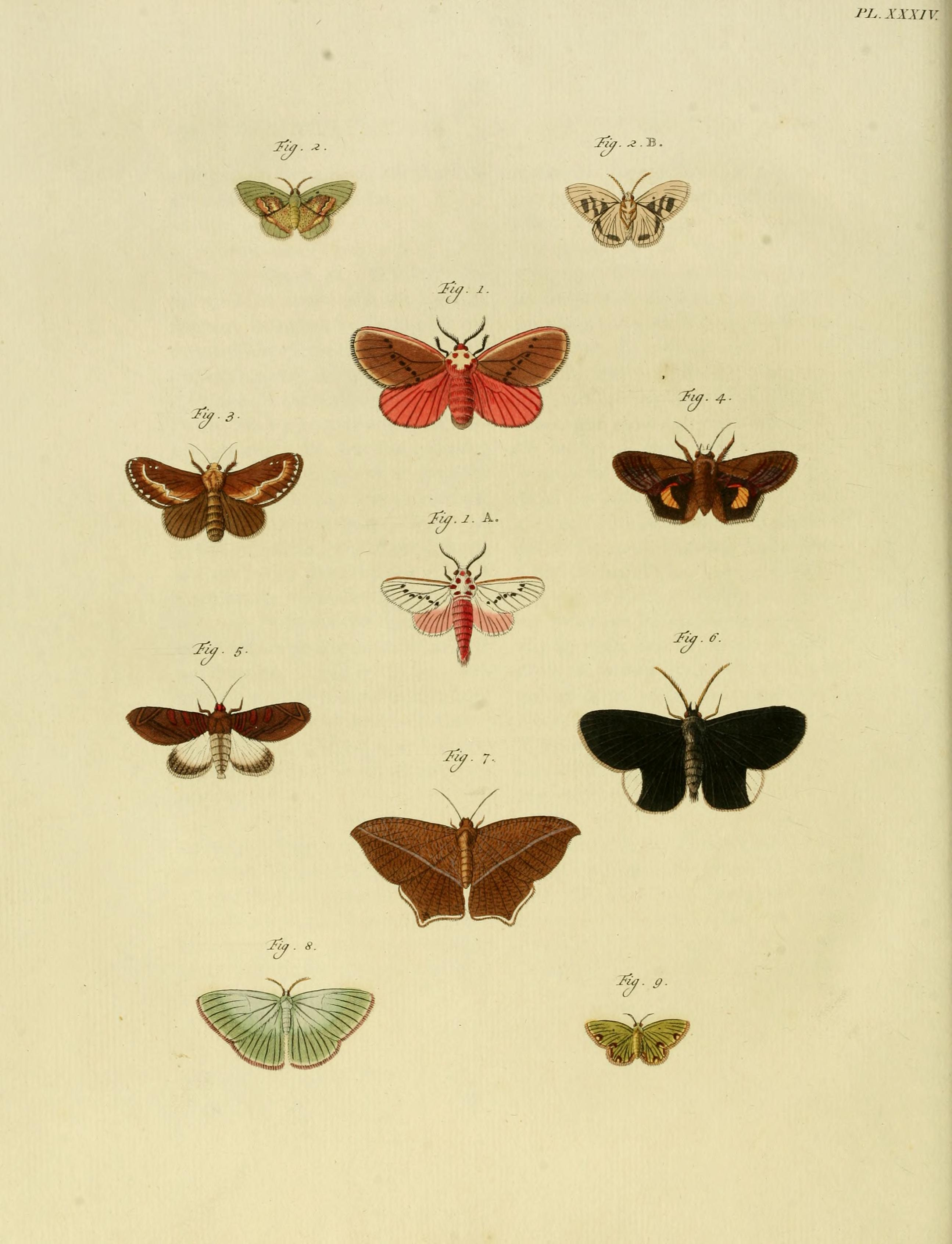
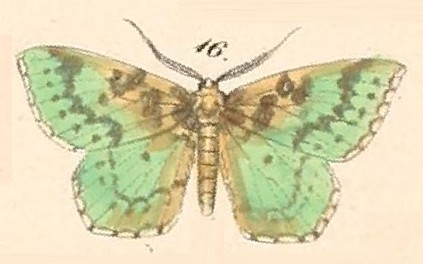